# 百萬企鵝
百萬企鵝（英語：A Million Penguins）是一個透過互聯網集體創作文學作品的Wiki計劃，由英國企鵝出版集團與英國萊斯特德蒙特福特大學聯合創建。

## 源起
「百萬企鵝」這計劃是由一名任職於德蒙特福特大學（De Montfort University）的教授普林格（Kate Pullinger）發起，並跟英國企鵝出版集團聯合推展有關計劃。普林格是大學「創意寫作碩士課程」的講師，她認為傳統的出版商在1990年代曾推出光碟和電子書以拓闊市場，但因成效末如理想，故一直對資訊數碼化及多媒體存有戒心。另一方面，谷歌（Google）雖有協助出版商在互聯網上開拓商機，但其電子圖書功能則有掠奪出版商的知識資產之嫌，故他們對互聯網的潛力不甚留意，普林格冀有關計劃可減少傳統出版商對數碼世界的成見，重視互聯網對作家及讀者的潛力。
為此，她向企鵝出版集團提出建議並獲接納，其電子出版部門負責人埃萊克（Jeremy Ettinghausen）在網頁上透露這計劃旨在挑戰現有文學創作方式，以測試不同背景的網民能否集體創作一篇通順的文學作品。他亦引用了法國著名符號學家羅蘭·巴特（Roland Barthes）的「作者已死」這個概念，指出「在《百萬企鵝》這類（集體創作）小說中，傳統的『作者』觀念已不適用現今的世代。小說根本沒有作者，玄妙一點來說，故事根本沒有小說存在」。不過，由於計劃是自由創作，故負責人亦不知道結果會如何，但如最終能將網民的集體創作重新整合，而寫成一個完整的故事，則亦屬一件美事。

## 計劃
「百萬企鵝」這計劃意念取自維基百科，網站的wiki程式為Mediawiki，網民只要登上其網頁，便可參與創作，並可刪改別人的作品，主辦單位稱這是全球第一部「Wiki小說」。網站自於2007年2月1日起運作，按計劃，負責人將在每個故事開始創作前，於網站提出有關小說佈局、人物、內容及創作方向的建議及意見，並會在站內寫網誌及報道計劃進程。而德蒙特福特大學的「創意寫作碩士課程」約10名學生除參與創作外，亦會與企鵝職員組成「核心小組」，以共同主持計劃及攜手監察網民的參與過程，而有關計劃亦成為「創意寫作碩士課程」的一部分。

## 監管
為免有人獨攬創作，有關方面規定每人最多只可張貼250字，並規定網民要先登記才可參與創作。而10名在普林格的「創意寫作碩士課程」門下之核心學生將與企鵝職員攜手監察網民的參與過程。負責人表明，計劃的重點是以社群的形式集體創作，並非透過計劃招募新一代作家，故要求網民要尊重他人及有禮貌外，並勸喻受不了自己的文章被隨意刪改的網民不要參與計劃。

## 首個故事
百萬企鵝的第一個故事於2007年2月1日開始供網民集體創作，故事以兩名在地球上兩個不同地方的人托尼（Tony）及卡洛（Carlo）作主線。托尼曾是卡洛的上司，自從妻子為一名女子離開他以後性情就變得偏激及容易動怒，而由於他生性多疑，故老懷疑妻子勾搭身邊的男子，妻子因而氣憤離開。並染上吸煙的壞習慣。而另一名主角卡洛則因車禍導致下身癱瘓，以致要坐輪椅過活，並與小狗伊奴（Inu）相依為命。

## 迴響
百萬企鵝網站自啟用以來廣受歡迎，網頁的點擊率在啟用初期已達每秒鐘10次，但網站亦引伸出不少流弊。

### 內容不雅及主線大幅改動
有記者曾於網站啟用的首個星期六及星期日（2007年2月3日及2月4日）登入網頁觀看，發覺小說的內容在一天內已出現大幅改動。其中，小說開首在一天內已變成完全不同的內容，章數亦由16章刪至剩下6章。更甚者，故事內容亦出現不少粗言穢語以至吸毒場面，而主角的表現亦變得面目全非。有網民抱怨許多滋事分子不斷「騎劫」小說人物，即使重新修正描述後，滋事分子轉眼又把字眼改回。亦有指小說第1章與第4章部分內容相同，以致內容混亂。有網民建議將已有小說內容上鎖，避免遭人搗亂。

### 外界質疑計劃成效
在此計劃之前，《洛杉磯時報》曾於2005年中，開設讀者自由改寫社論的「維基社會」網站，但由於Wiki技術可使網民可自己刪改條目內容，在短短3天後便因被張貼大量不堪入目的信息和圖片而關閉。而維基百科的影響力雖然超過許多人的預期，但人人可編撰條目的做法，亦令維基百科內容的可信性屢惹質疑。故此，外界對百萬企鵝這計劃也不感樂觀，其中，同為特德蒙特福大學的托馬斯教授在得悉普林格的計劃後，認為有關方面知否人們會伺機將不堪入目的小說上載，百萬企鵝最終可能只是一堆垃圾，並是否了解工作人員要花多少心力才能維護網站。有見及此，普林格已制訂出一系列的規則，務求這些情況不會出現。而企鵝出版公司的編輯人員卻對維基小說的前景有信心，相信在「核心小組」監督下，小說可順利完成。

## 終止
2007年3月7日，The Penguin Blog宣佈該小說不再可被網民修改。

### 腳注
1. ↑  "A Million Penguins Go To Sleep" 的存檔，存档日期2007-03-10.

## 外部連結
- 百萬企鵝 （页面存档备份，存于）（英文）